# Calcaire à cératites
Der Calcaire à cératites ist eine sedimentäre Formation des östlichen Pariser Beckens. Er wurde während der Trias im Oberen Muschelkalk abgelagert.

## Etymologie
Der Calcaire à cératites, im Deutschen Ceratitenkalk oder Ceratitenschichten, leitet sich ab vom franz. calcaire (Kalk) und der Ammonitenordnung der Ceratiten (franz. cératites).

## Vorkommen
Der Calcaire à cératites steht vorwiegend im östlichen Pariser Becken an. Er folgt dem oberen Abschnitt des Muschelkalkbandes vom Südosten Luxemburgs ausgehend über Faulquemont, Sarreguemines, Sarrebourg, Vittel nach Corre zum Südrand der Vogesen. In Deutschland tritt der Calcaire à cératites im Bliesgau auf.

## Stratigraphie
Der Calcaire à cératites folgt konkordant auf den Calcaire à entroques und wird seinerseits konkordant vom Calcaire à térébratules überlagert. Seine Mächtigkeit schwankt zwischen 45 und 50 Meter. Die deutlich geschichtete Formation besteht lithologisch aus einer Wechselfolge von 20 bis 30 Zentimeter mächtigen, hellgrauen, feinkörnigen, plattigen Kalkbänken und 10 bis 20 Zentimeter mächtigen, dunkelgrauen tonig-mergeligen Zwischenlagen. 
Eine typische Wechselfolge ist insgesamt 30 Zentimeter (bis maximal 50 Zentimeter) mächtig. Sie beginnt mit einem etwa 10 Zentimeter mächtigen, bioklastischen Kalk aus Fossilresten (Schalen- und Seelilienresten) und mikritischen Intraklasten. Die Basis ist erosiver Natur und die mitgeführten Intraklasten entstammen der Wiederaufarbeitung der vorangegangenen Sequenz. Nach der 15 Zentimeter mächtigen Ton/Mergel-Lage folgt abschließend eine um die 5 Zentimeter mächtige, sehr feinkörnige Mikritbank. Dieser Mikrit ist chemisch gefällt worden. Die Sequenz endet dann mit einer mehr oder weniger gewellten Schichtlücke (Diastem).

## Fossilien

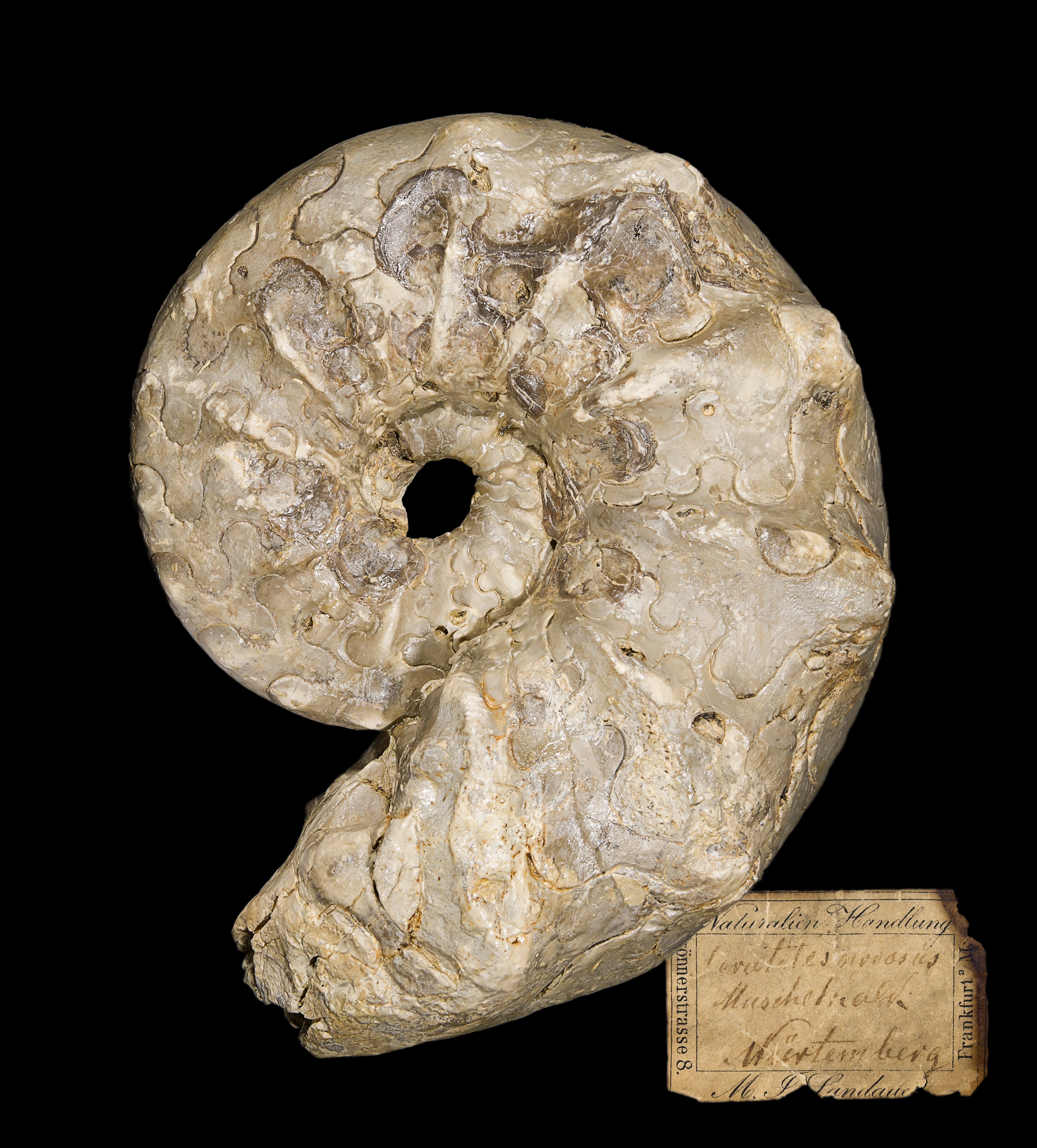
Ceratites nodosus

Die Kalkbänke werden oft von Gängen und Bauten von Sedimentbewohnern durchzogen. Die namensgebenden Ceratiten  werden in den unteren 35 bis 40 Metern von Ceratites nodosus, in den oberen 10 Metern von Ceratites semipartitus vertreten. Wesentlich zahlreicher sind jedoch Reste von Myophoria, Gervillia, Ostrea, Pecten, Lima und Coenothyris. Manche Bänke im Hangenden enthalten auch Terebrateln.
Die Anwesenheit der Ammoniten belegt offen marine Bedingungen (aber nicht unbedingt Tiefenwasser) für den Calcaire à cératites. Das Muschelkalkmeer hatte zu diesem Zeitpunkt seinen höchsten Stand erreicht.

## Alter
Absolutalter sind für den Calcaire à cératites nicht vorhanden. Anhand der Fossilien und seiner biostratigraphischen Position kurz vor Ende des Oberen Muschelkalkes kann ihm jedoch ein Alter von zirka 236 Millionen Jahren BP (Ladinium) zugeordnet werden.